# Eilema mesosticta
Eilema mesosticta là một loài bướm đêm thuộc phân họ Arctiinae, họ Erebidae.